# Stenobothrus lineatus
Stenobothrus lineatus är en insektsart som först beskrevs av Georg Wolfgang Franz Panzer 1796.  Stenobothrus lineatus ingår i släktet Stenobothrus och familjen gräshoppor.

## Underarter
Arten delas in i följande underarter:
- S. l. lineatus
- S. l. flavotibialis

## Bildgalleri

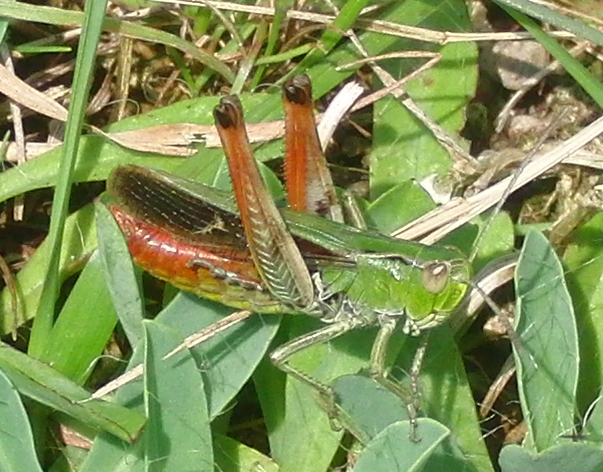
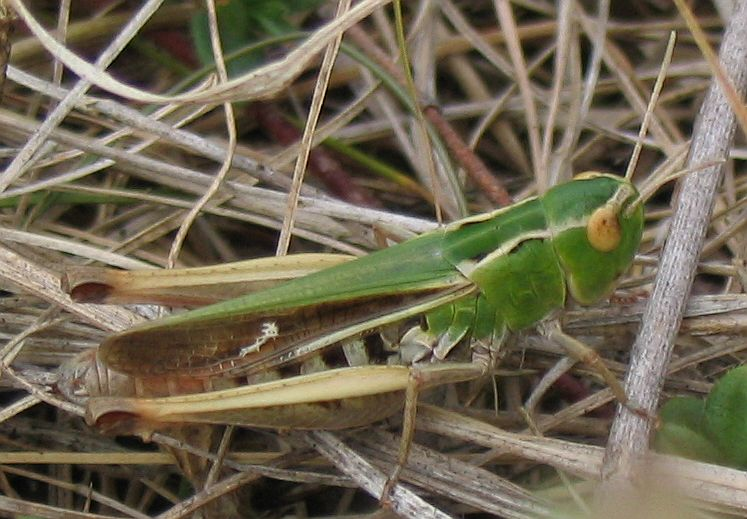
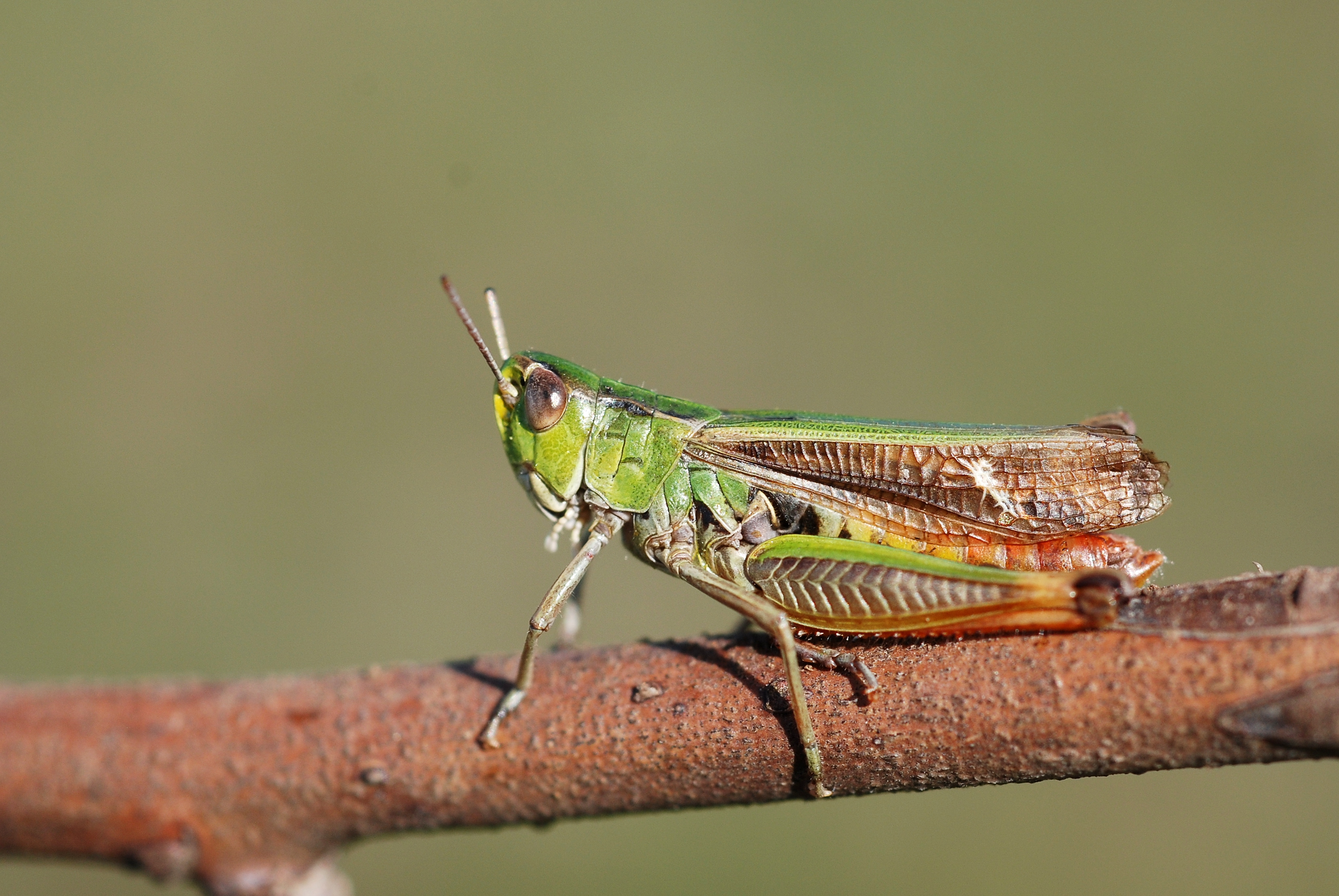
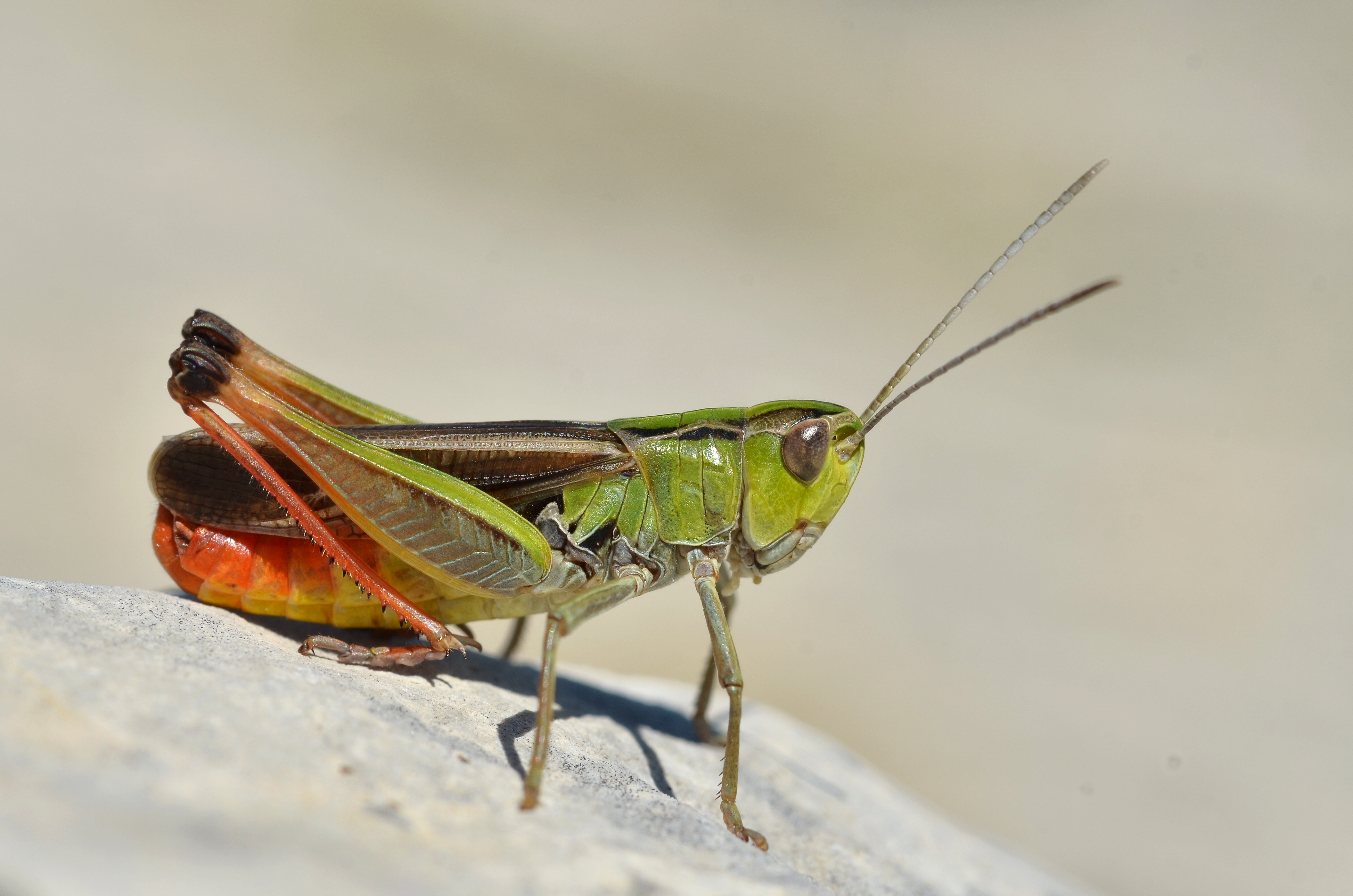
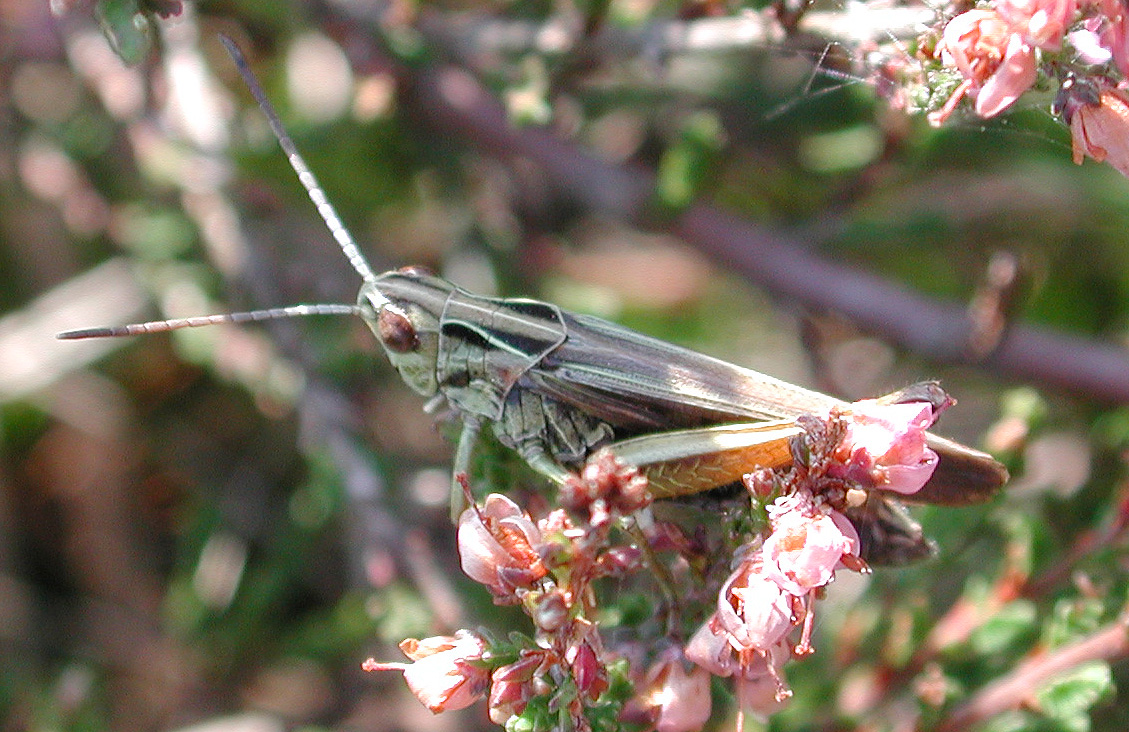
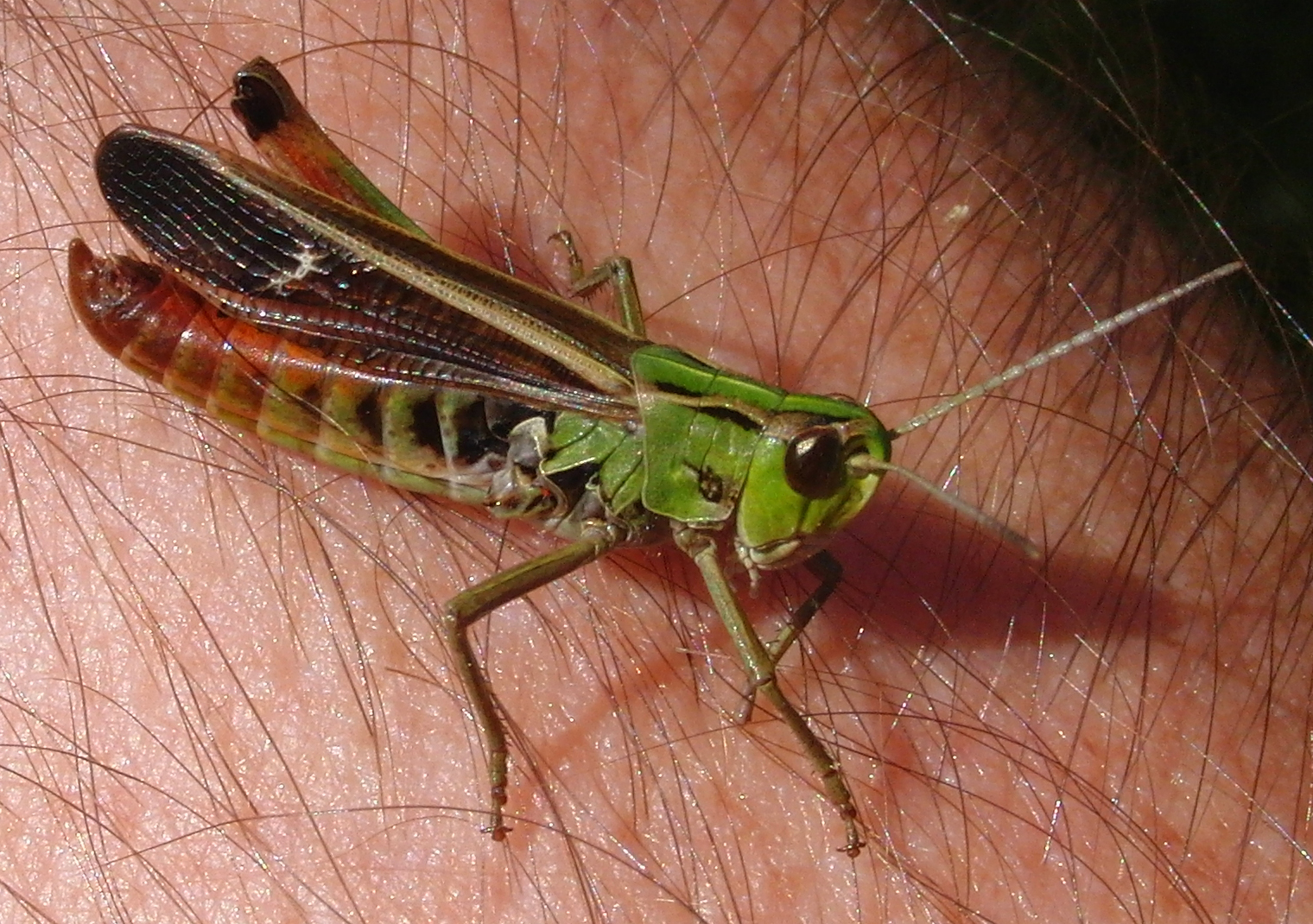